# 丸徳産業
丸徳産業株式会社（まるとくさんぎょう、通称：丸徳）は、愛知県稲沢市に本社を置く、倉庫保管・物流請負・製造請負・労働者派遣事業を行う「総合物流企業」である。

## 事業内容
- 倉庫保管
- 製造請負
- 物流請負
- 派遣業

## 沿革
- 1974年5月 - 設立
- 1985年4月 - ワァーキングセンター新築
- 1994年5月 - 梅須賀第1物流センター新築
- 1998年2月 - 石橋物流センター新築
- 2003年12月 - 祖父江営業所開設
- 2004年10月 - 名古屋支店開設
- 2012年5月 - 梅須賀第2物流センター新築
- 2018年2月 - 下津物流センター開設
- 2024年2月 - 堀之内物流センター竣工

## 認定・認証
- 労働者派遣事業23-060009
- 健康宣言チャレンジ事業所
- 事業継続力強化計画　認定事業所

## 関連企業
- 丸徳商事株式会社（不動産）
- 丸徳輸送株式会社（輸送・配送）
- 丸美急配株式会社（産業廃棄物収集運搬・物流請負）

## 参考資料
- “丸徳産業、新物流センター竣工式 稲沢市に敷地面積３万平方メートル”. 中経オンライン | 中部経済新聞 電子版. 2024年2月15日閲覧。
- “丸徳産業 御園座で設立50周年祝う 従業員ら１３００人が出席”. 中部経済新聞 愛知・岐阜・三重・静岡の経済情報 (2023年6月20日). 2023年6月20日閲覧。
- “稲沢の丸徳産業、50周年を祝う 御園座で「感謝の集い」：ニュース：中日BIZナビ”. 中日BIZナビ. 2023年6月20日閲覧。
- “丸徳グループ、愛知・稲沢にセンター - 物流ニッポン - 全国の物流情報が集まるポータルサイト”. 物流ニッポン - 全国の物流情報が集まるポータルサイト - 全国８支局自社ネットワークの物流総合専門紙『物流ニッポン』との連動性を高めたニュースポータルサイトです。記事の重要度が分かるようにし、新聞社ならではの幅広いジャンルのニュースを、発信していきます。 (2024年2月29日). 2024年3月7日閲覧。
- “稲沢・丸徳産業の物流センター完成、社員ら1000人祝う 3月から稼働：ニュース：中日BIZナビ”. 中日BIZナビ. 2024年3月7日閲覧。
- 久納昇辰氏（丸徳産業会長）を名誉市民に　稲沢市、産業・市政への貢献に謝意
- 稲沢商議所終身名誉会頭の久納さん、稲沢名誉市民に　「丸徳産業」会長
- 久納昇辰氏（丸徳産業会長）を名誉市民に稲沢市、産業・市政への貢献に謝意
- 稲沢市に寄付7回、計1億円突破　久納丸徳産業会長今回は「奨学金に」
- 稲沢市奨学基金に寄付金　丸徳産業の久納会長
- 稲沢・丸徳産業の総合物流サービス倉庫完成　3月から稼働
- 丸徳グループはだか祭　社員や取引先３００人　”絆”結ぶ
- アルペングループ、EC物流網の強化とDXを加速 EC旗艦倉庫を2024年春愛知県に開設
- アルペングループ、 EC旗艦倉庫を愛知に今春開設 成長するEC市場と多様化する顧客ニーズに対応
- 50周年記念で稲沢市に寄付　丸徳産業
- 丸徳産業が稲沢市に500万円寄付　子育て支援で
- ギリシャの山火事で稲沢の物流関連会社「丸徳産業」が義援金